# Lucas Severino
Lucas Severino (Ribeirão Preto, 3 de janeiro de 1979) é um ex-futebolista brasileiro que atuava como atacante.
Atuou pela Seleção Brasileira nos Jogos Olímpicos de Sydney (2000) e fez história no Atlético-PR como o autor do primeiro gol da nova Arena da Baixada, em jogo contra o Cerro Porteño do Paraguai, em 24 de junho de 1999.
Protagonizou uma das maiores transferências do futebol brasileiro, sendo vendido para o Rennes, da França, em 2000, após se destacar com a camisa do Atlético-PR e da Seleção Olímpica do Brasil.

## Carreira

### Clubes
Em 1989, ingressou na categoria "Dentinho" do Botafogo de Ribeirão Preto. Cinco anos depois, virou a principal esperança do clube após se destacar na categoria Infantil. Goleador, foi convocado para a Seleção Paulista juvenil e promovido ao elenco principal com apenas 16 anos, em 1995.
Estreou no profissional diante do Uberlândia, em jogo válido pela Série C do Brasileiro de 1995. Teve a grande chance no time profissional na temporada seguinte e se consagrou, sendo o artilheiro da equipe vice-campeã da Série C do Brasileiro com 12 gols.
Chegou à Seleção Brasileira Sub-20 em julho de 1997, quando foi convocado para representar o país em um torneio na Arábia Saudita.
Em maio de 1998, foi negociado com o Athletico-PR. Lucas formava o chamado "quadrado mágico" ao lado de Kléber, Adriano e Kelly.
Em 24 de junho de 1999, na inauguração da Arena da Baixada, foi o autor do gol inaugural do estádio.
Em 2000, após ser sondado pelo Olympique de Marselha, foi negociado com o Rennes, da França por 21,3 milhões de euros. No clube, foi parceiro de Luis Fabiano.
Decidiu voltar ao Brasil para defender o Cruzeiro, em 2002. Pelo clube, disputou apenas sete jogos e foi negociado com o Corinthians.
Estreou no Timão em 25 de janeiro de 2003, na vitória sobre o Marília por 2 a 0, em partida válida pelo Campeonato Paulista de 2003, do qual seria campeão. A passagem pelo clube paulista foi recheada de lesões, fez apenas 8 jogos e marcou 1 gol.
Após cinco temporadas no Japão, retornou ao Atlético-PR, em 2011. Em 29 de maio de 2011 o jogador despediu-se dos gramados, perante a torcida do Atlético Paranaense. Em duas passagens no clube, entre 1998 e 2000 e em 2011, jogou 122 jogos e marcou 61 gols.
Porém, em menos de dois meses o jogador desistiu da aposentadoria e retornou ao Japão para jogar no FC Tokyo.

### Seleção Brasileira
Pela Seleção Brasileira Sub-23 jogou 14 partidas e marcou três gols.

## Títulos
Corinthians
- Campeonato Paulista: 2003

Gamba Osaka
- AFC Champions League : 2008
- Pan-Pacific Championship : 2008
- Emperor's Cup – 2008, 2009, 2011
- J.League Cup – 2004